# Sessionen «extra muros»

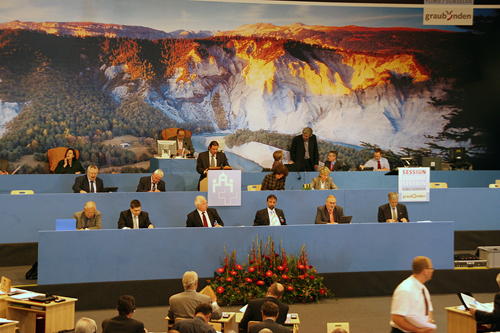
Nationalratspodium in Flims

Die Sessionen der beiden Schweizer Parlamentskammern (Nationalrat und Ständerat) sowie der Vereinigten Bundesversammlung finden in der Regel im Bundeshaus in Bern statt. Sessionen, die an einem anderen Ort als Bern stattfinden, werden als Sessionen «extra muros» (lateinisch ausserhalb der Mauern) bezeichnet.
Wegen Renovationsarbeiten am Bundeshaus fanden drei Sessionen in den drei nicht-deutschsprachigen Regionen statt:
- Herbstsession 1993 in Genf (französischsprachiger Landesteil)
- Frühjahrssession 2001 in Lugano (italienischsprachiger Landesteil)
- Herbstsession 2006 in Flims (rätoromanischer Landesteil)